# 磯崎貞序

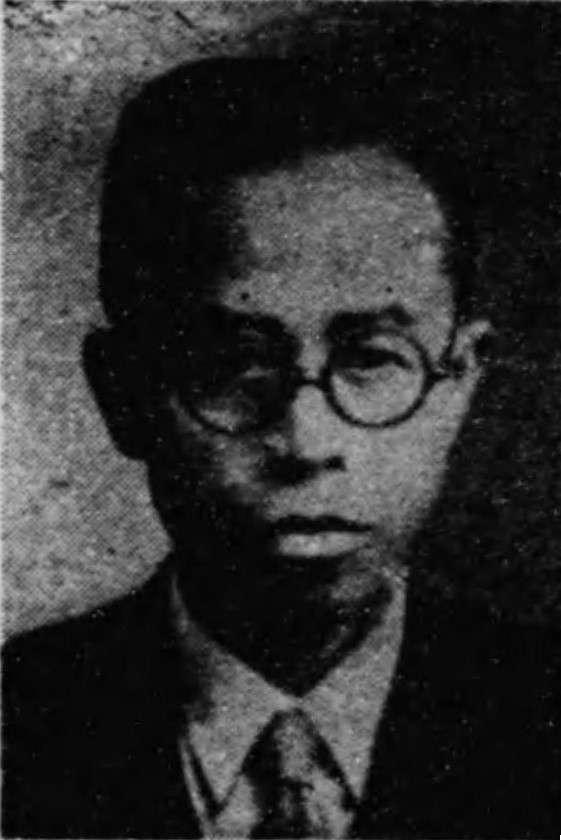
磯崎貞序

磯崎 貞序（磯﨑貞序、いそざき ていじょ、1890年（明治23年）10月11日 - 1984年（昭和59年）9月10日）は、大正から昭和期の農業経営者、政治家。衆議院議員（2期）、茅ヶ崎市名誉市民。

## 経歴
神奈川県高座郡鶴嶺村中島（茅ヶ崎町を経て現茅ヶ崎市中島）で、磯崎半十郎の長男として生まれる。神奈川県中郡立農業学校を経て、1912年（明治45年）東京農業大学を卒業した。
神奈川県農会に勤め、江陽銀行取締役、寒川農園取締役などに在任。1921年（大正10年）高座郡会議員（1期）となり、1927年（昭和2年）茅ヶ崎町会議員に当選して2期在任。1928年（昭和3年）4月、町会議員の互選で町長に当選したが辞退した。同年6月、神奈川県会議員に選出され立憲民政党に所属して1940年（昭和15年）まで3期在任した。太平洋戦争中は茅ヶ崎農業会長として食糧増産に務め、1945年（昭和20年）11月、農村青年連盟の委員となった。
1946年（昭和21年）4月、第22回衆議院議員総選挙に神奈川県全県区から日本自由党公認で立候補して初当選。1947年（昭和22年）4月の第23回総選挙に神奈川県第3区から立候補して再選され、その後民主自由党に所属して衆議院議員に連続2期在任した。この間、1948年（昭和23年）に政治資金に関する問題で衆議院不当財産取引調査特別委員会に証人喚問された。
その後、自由党茅ヶ崎支部長、神奈川県相模川土地改良区理事長などを務めた。1957年（昭和32年）2月の茅ヶ崎市長選挙に立候補したが内田俊一に敗れた。
土地改良事業団体の要職に就いて事業を推進させ農業用水確保を図るなど食糧増産に貢献したとして1964年（昭和39年）藍綬褒章受章。
1966年（昭和41年）4月の春の叙勲で勲三等に叙され、瑞宝章を受章する。
1976年（昭和51年）3月26日、茅ヶ崎市名誉市民に選出された。
1984年（昭和59年）9月10日死去。93歳没。同年10月2日、特旨を以て位記を追賜され、死没日付をもって従五位に叙された。